# Thomas Lieb
Thomas John « Tom » Lieb (né le 28 octobre 1899 à Faribeault et mort le 30 avril 1962 à Los Angeles) est un athlète américain spécialiste du lancer du disque. Il a également joué au football américain et pratiqué le hockey sur glace. Affilié à l'Illinois Athletic Club, il mesurait 1,90 m pour 98 kg.

## Biographie

### Palmarès
| Date | Compétition           | Lieu  | Résultat | Performance |
| ---- | --------------------- | ----- | -------- | ----------- |
| 1924 | Jeux olympiques d'été | Paris | 3e       | 44,83 m     |

### Records
| Épreuve          | Performance | Lieu    | Date              |
| ---------------- | ----------- | ------- | ----------------- |
| Lancer du disque | 47,61 m     | Chicago | 14 septembre 1924 |